# Chaoxian-Mensch
Als Chaoxian-Mensch (chin. 巢县人; Pinyin: Cháoxiànrén; engl. Chaoxian Man) werden Fossilien einer paläolithischen Kultur in Südostchina bezeichnet. Sie wurden 1982 und 1983 in einer Kalkstein-Formation beim Dorf Yin Shan (银山) im ehemaligen Kreis Chao („Chaoxian“) - der heutigen kreisfreien Stadt Chaohu - der Provinz Anhui entdeckt (Lage: 117 Grad 52' Ost, 31 Grad 33' Nord).
Gefunden wurde das Fragment eines Hinterhauptknochens, ein bezahntes Oberkieferfragment (1. Prämolar bis 1. Molar) sowie drei einzelne Oberkieferzähne. Die Funde aus dieser Höhle sollen laut einer 1984 publizierten Datierung 200.000 bis 160.000 Jahre alt sein. Dieser Datierung zufolge wären sie Homo erectus zuzurechnen, allerdings gelten zahlreiche Datierungen chinesischer homininer Fossilien als „sehr unsicher“; möglicherweise sind die Fossilien nur rund 60.000 Jahre alt.